# Conde de St. Germain
Conde de St. Germain (Transilvânia, 28 de maio de 1696 — Eckernförde, 27 de fevereiro de 1784) foi uma das figuras mais misteriosas do século XVIII. Tido como místico, alquimista, ourives, lapidador de diamantes, cortesão, aventureiro, cientista, músico e compositor. Após a data de sua morte (de precisão incerta), várias organizações místicas o adotaram como figura modelo. Segundo relatos antigos, era imortal e possuía o elixir da juventude e a pedra filosofal.

## Vida
O fato de nunca ter revelado sua verdadeira identidade levou a muitas especulações a respeito de sua origem. Entre elas, uma especulação aponta que o conde seria filho de Francis II Rákóczi, o príncipe da Transilvânia que, na época, estava exilado; outra divagação diz que seria filho ilegítimo de Maria Ana de Neuburgo, viúva de Carlos II da Espanha, com um certo conde Adanero, que ela conhecera em Bayonne, no sudoeste de França. Alguns historiadores portugueses consideram que era filho ilegítimo do rei D. João V de Portugal, fruto da ligação com uma freira de Odivelas. O Conde de St. Germain teria estudado na Itália, possivelmente como protegido do Grão-duque Gian Gastone  (o último descendente dos Médici).
As primeiras aparições registradas do Conde de St. Germain deram-se em 1743, em Londres, e em 1745, em Edimburgo, onde ele foi aparentemente preso, acusado de espionagem. Solto, logo adquiriu a fama de ser um virtuose no violino. Tinha hábitos ascéticos e celibatários. Durante esse tempo, conheceu Jean-Jacques Rousseau, que declarou ser a pessoa do Conde "a mais fascinante e enigmática personalidade que já conhecera". Desapareceu subitamente em 1746. Horace Walpole, que conheceu St. Germain em Londres, em 1745, o descreveu: "Ele canta, toca o violino maravilhosamente, compõe, mas é louco e falta-lhe sensibilidade".
Reapareceu em Versalhes, no ano de 1758. Dizia-se ourives e lapidador, bem como trabalhava com tingimentos de tecidos que nunca desbotavam, por terem uma fórmula secreta. Hospedou-se em Chambord, sob a proteção do rei Luís XV, de quem havia angariado a confiança, e também de sua amante, Madame de Pompadour. Nessa época, distribuiu diamantes como presentes, entre a corte, e ganhou a reputação de ter séculos de idade. Nos salões da corte, um mímico, denominado Gower, começou a imitar os maneirismos do Conde, dizendo ter conhecido Jesus Cristo. Em 1760, ele deixou a França, indo para a Inglaterra, cujo Ministro de Estado, duque de Choiseul, tentou prendê-lo.
Depois desses fatos, esteve nos Países Baixos e em São Petersburgo, na Rússia, quando o exército russo colocou Catarina, a Grande no trono. Mais tarde, a destituição do imperador com a substituição por Catarina seria atribuída a uma conspiração do Conde.
No ano seguinte, foi para a Bélgica, onde comprou terras com o nome de Conde de Surmount. Tentou oferecer sua técnica de tratamento de madeira e couro ao Estado. Durante as negociações, que resultaram em nada, na presença do primeiro-ministro Karl Cobenzl, ele transformou ferro em algo com a aparência do ouro. Depois desapareceu por onze anos, para reaparecer em 1774, na Baviera, sob o nome de Conde Tsarogy.
Em 1776, o conde ainda se encontrava na Alemanha com o título de Conde Welldone, ainda oferecendo receitas de cosméticos, vinhos, licores e vários elixires. Impressionou os emissários do rei Frederico II com sua capacidade de transmutação de simples metais em ouro. Para Frederico, ele se apresentou como maçom.
Posteriormente, o Conde de St. Germain estabeleceu-se na residência do príncipe Carlos de Hesse-Cassel, governador de Schleswig-Holstein, e lá pesquisou a fitoterapia, elaborando remédios para dar aos pobres. Para o príncipe, ele se apresentou como Francis Rákóczi II, príncipe da Transilvânia.

## Morte
Apesar das narrativas sobre sua imortalidade, não há evidências concretas que comprovem sua longevidade sobrenatural. 
Contudo, há relatos de sua suposta morte em diferentes momentos e lugares. Uma das histórias mais conhecidas relata sua morte em 27 de fevereiro de 1784, em sua residência em Eckernförde, Alemanha. Nesse evento, ele teria afirmado que se encontrariam novamente em 85 anos. No entanto, como muitas histórias ligadas a ele, a morte de Saint Germain também é envolta em mistério e controvérsia.
Assim, sua morte foi registrada nos anais da Igreja de São Nicolau em Eckernförde e sepultado no dia 2 de março. No dia 3 de abril a câmera e burgomestre de Eckernförde emitiu um proclama de leilão dos poucos pertences deixados pelo conde, já que nenhum parente apareceu para reclamá-los.
No final do século XIX começaram a aparecer rumores de aparições do conde. St. Germain supostamente teria sido visto em 1835 em Paris e, em 1867, em Milão.[carece de fontes?] Adeptos da teosofia foram os proponentes da tal imortalidade do conde, clamando-o como mestre e que ainda estava vivo. Annie Besant, uma teosofista, disse ter conhecido o conde em 1896. Outro teosofista, C. W. Leadbeater, disse tê-lo encontrado em Roma em 1926. Um piloto americano, após falha mecânica em sua aeronave em 1932, fez um pouso forçado em uma das montanhas isoladas do Tibet; e entre os monges que o trataram, relatou que havia um homem estranho que teria dito Eu sou o Conde de Saint Germain, e em breve voltarei para a França (sic).

## As lendas
Várias lendas surgiram em torno do Conde de St. Germain, às quais faltam respaldo histórico. Modernamente estas lendas são propaladas por grupos místicos-religiosos.
Dizem que certa vez,[carece de fontes?] o Conde de St. Germain assombrou a corte do rei Luís XV, quando o rei reclamou para si possuir um diamante de tamanho médio que, por ter um pequeno defeito, valia apenas seis mil libras e que, se tal falha não existisse, valeria pelo menos o dobro. St. Germain solicitou a pedra e, após um mês, devolveu-a ao joalheiro real, com o mesmo peso, sem que apresentasse a mínima anomalia.
Vários relatos afirmam ter o Conde uma imagem imutável, pois sempre aparentava ter por volta de 45 anos. Madame d'Adhemar, biógrafa e dama da corte de Maria Antonieta, conheceu St. Germain, em Paris, perto de 1760 e relata, em suas memórias, datadas de 12 de maio de 1821, que havia reencontrado o Conde de St. Germain na vigília da morte do Duque de Berry, em 1815, ou seja, 55 anos após, e que incrivelmente, ele aparentava os 45 anos de sempre, não havia envelhecido. Segundo as memórias de Giacomo Casanova, o músico Rameau e Madame de Gergy juraram ter conhecido o Conde de St. Germain em Veneza, em 1710, usando o nome de Marquês de Montferrat, e tê-lo reencontrado com a imutável aparência, em 1775 (se verdade, destruiria as hipóteses de o Conde ser filho do príncipe Francis II Rákóczi ou da Madame de Neubourg).
Homem de personalidade hipnótica, frequentava a corte ocasionalmente e se tornava o centro das atenções em qualquer reunião mas, estranhamente, nunca ninguém o viu comer ou beber o que quer que seja publicamente.[carece de fontes?] A origem de sua renda também é um enigma, pois era um homem rico, detentor de várias pedras preciosas, incluindo diamantes, que gostava de presentear, uma opala, de tamanho monstruoso, e uma safira branca, tão grande quanto um ovo, e de fartura em ouro, sem que se soubesse de onde procediam. Tinha a fama de possuir o elixir da juventude e a pedra filosofal. Conta-se que ele era capaz de produzir diamantes a partir de pedras pequenas comuns. Os diamantes que decoravam seus sapatos valiam a soma considerável de duzentos mil francos. Madame du Hausset relata que, certa vez, estava na presença do Conde e da rainha Maria Antonieta enquanto ele mostrava algumas jóias a ambas; Madame du Hausset comentou brevemente sobre a beleza de uma cruz, decorada com pedras brancas e verdes; no mesmo momento, o Conde quis presenteá-la com a jóia, o que foi recusado. Por insistência da rainha, que achava ser o artefato falso, ela aceitou. Depois de algum tempo Madame du Hausset solicitou ao joalheiro real que avaliasse a cruz, constatando ser ela verdadeira e de valor inestimável.
"Um homem que sabe tudo e que nunca morre" disse Voltaire a respeito do Conde de St. Germain.[carece de fontes?] Assim era visto o Conde na época, já que frustrara várias tentativas, por parte de inúmeras pessoas, em desvendar os verdadeiros fatos sobre a sua origem. Rumores afirmam que o Conde Cagliostro era seu discípulo. O Conde também tinha o hábito de aparecer subitamente em uma roda social e depois sumir por vários anos, sem deixar traços.

### Chama Violeta
Para a Sociedade Teosófica, Saint Germain é o "Mestre Ascenso do Sétimo Raio", que emana a chama violeta, e que seria a mais poderosa força espiritual atualmente presente no planeta, uma energia de desobstrução, um fogo sagrado e luz de intenso brilho que produz a queima dos carmas.
Atualmente estaríamos entrando na sétima era, a Era de Aquarius. Saint Germain seria o Senhor, Mestre e Chohan (Regente) do Sétimo Raio de Luz Cósmica, que é o raio violeta da purificação, transformação e liberdade, que atua de forma dinâmica através de sua manifestação como chama.
Como possibilitaria a redenção pessoal através da dissolução e incineração cármica, a chama violeta é também a chama da misericórdia, uma vez que é um instrumento que possibilitaria a melhora pessoal e ascensão espiritual, instrumento criado e outorgado pelo Divino, pelo emanador dos raios cósmicos — O Grande Sol Central.
No Brasil, o Avatar da Era de Ouro de Aquário tem vários grupos que divulgam seus ensinamentos. Entre eles estão a Fraternidade dos Guardiães da Chama, Movimento da Consciência Suprema Unae  e o Núcleo de Desenvolvimento de Terapeutas do Terceiro Milênio "Saint Germain" e Fraternidade Solar Coração Pachamama de Viamão/RS.
Em São Paulo na região de Cajamar, localiza-se a Comunidade Merkabah Gurudeva que transmite os ensinamentos dos mestres da Grande Fraternidade Branca.

## Obras
- Peças musicais (Diversas), que são executadas até hoje em Eckernförde;
- Santíssima Trinosofia (o original, séc. XVIII, acha-se atualmente na Bibliothéque de Troyes, França) (O único escrito realmente atribuído ao Conde de Saint Germain).